# Jesús Soraire
Jesús Miguel Soraire (Lules, 3 dicembre 1988) è un calciatore argentino, centrocampista del San Martín (T).

## Caratteristiche tecniche
È un centrocampista centrale.

## Carriera
Ha esordito in Primera División il 20 luglio 2019 disputando con l'Arsenal Sarandí l'incontro vinto 1-0 contro il Banfield.